# صيغة ملف صوري قابل للتبادل
صيغة ملف صوري متبادل (Exchangeable image file format) Exif هو الاختصار الرسمي وليس EXIF. وهي مواصفات لملفات الصور تستخدمها الكاميرات الرقمية. تم اختراعها من الاتحاد الياباني لصناعة تطوير الإلكترونيات Japan Electronic Industry Development Association (JEIDA). وهي تعمل على الملفات JPEG وTIFF وRIFF وWAVE بينما لا تعمل مع JPEG 2000 وPNG. [بحاجة لمصدر]
تم إصدار النسخة 2.1 من المواصفات في 12 يونيو 1998 والنسخة 2.2 في ابريل 2002.
الصيغة القياسة تصف تاريخ التقاط الصور ووقت التقاطها، إعدادا الكاميرا وذلك يتضمن، نوع الكاميرا، مدة التعريض الضوئي، البعد البؤري, البرمجيات الرسومية المستخدمة في تعديل الصورة، وصف للملف، حقوق الصورة وغيرها.

## الموقع الأرضي
من الممكن إضافة موقع التقاط الصورة في معلومات الصورة، من خلال نظام تحديد المكان العالمي GPS حيث يتلقى مستقبل المعلومات إلى الكاميرا أو الصورة.
تستطيع بعض الكاميرات دعم هذه الخدمة ابتداءً من 2004 .

## دعم البرامج
بيانات الـ Exif مطوقة في ملف الصورة بنفسه. معظم برمجيات الرسوم الحالية تحفظ بيانات الـ Exif من التغيير، وذلك لا ينطبق على برمجيات الرسوم القديمة.

## العيوب
صيغة الـ Exif له بعض السلبيات منها:
استخراج بيانات الـ Exif من ملفات الـ TIFF الصورية من قاعدة الملف من الممكن ان تحرف، حيث تخزن بيانات الـ Exif به بشكل عشوائي. لذلك العديد من البرمجيات الرسوميات تقوم بحذف بيانات الـ Exif.
تستطيع معظم الكاميرات الرقمية تخزين ملفات فيديو، في هذه الحالة لا تعتبر صيغة الـ Exif فعالة حيث تعمل فقط مع الملفات الصورية.
الكاميرات التي تتطلب ضبط التوقيت يدوياً، فهي تحفظ التوقيت كما وضعه صاحب الكاميرا وإن كان خاطئاً.

## عرض بيانات الـ Exif

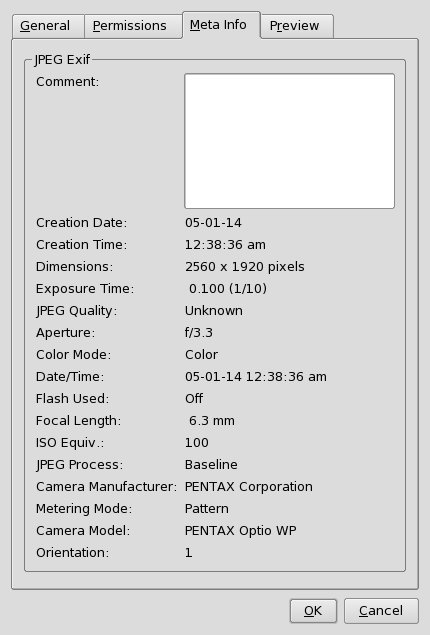
كنكرر صورة لشاشة تبين بيانات الـ Exif

في ويندوز أكس بي والإصدارات الأحدث من نظام تشغيل مايكروسوفت ويندوز، تستطع عرض بيانات الـ Exif من خلال الضغط الزر الأيمن للفأرة ثم خصائص. للعلم أن هذه الطريقة من الممكن ان تؤدي إلى تدمير بيانات الExif ويفضل استخدام برمجيات أخرى للويندوز لمشاهدة البيانات مثل برنامج Exif Harverster.
تستطيعون مشاهدة بيانات الـ Exif في أنظمة ماكنتوش 10.4 والاحدث. أنظمة يونكس GNOME.
بالإضافة إلى بعض البرمجيات التي تعرض وتعدل البيانات مثل:
- Opanda IExif Viewer
- وهي امتداد لمتصفح فايرفوكس
- يحتوي متصفح أبرا على هذه الخاصية في خصائص الصور.

لإظهار البيانات التي لا تظهر عادة من خلال برمجيات أخرى، تستطيع استخدام ExifTool. وهو برنامج مجاني متوفر.

## مثال
الجدول التالي يوضح بيانات الـ Exif لصورة ألتقطت بكاميرا رقمية. لاحظ عدم ذكر اسم المصور وصاحب حقوق الصورة في المعلومات الناتجة، لذلك يجب إضافتها خلال مراحل الإنتاج اللاحقة.
| Tag                       | Value                  |
| ------------------------- | ---------------------- |
| المصنّع                    | كاسيو                  |
| نوع الكاميرا              | QV-4000                |
| Orientation               | top - left             |
| Software                  | Ver1.01                |
| التاريخ والوقت            | 2003:08:11 16:45:32    |
| YCbCr Positioning         | centered               |
| ضغط الملف                 | JPEG compression       |
| x-Resolution              | 72.00                  |
| y-Resolution              | 72.00                  |
| Resolution Unit           | Inch                   |
| مدة التعريض الضوئي        | 1/659 sec.             |
| FNumber                   | f/4.0                  |
| ExposureProgram           | Normal program         |
| Exif Version              | Exif Version 2.1       |
| Date and Time (original)  | 2003:08:11 16:45:32    |
| Date and Time (digitized) | 2003:08:11 16:45:32    |
| ComponentsConfiguration   | Y Cb Cr -              |
| Compressed Bits per Pixel | 4.01                   |
| Exposure Bias             | 0.0                    |
| MaxApertureValue          | 2.00                   |
| Metering Mode             | Pattern                |
| Flash                     | Flash did not fire.    |
| Focal Length              | 20.1 mm                |
| MakerNote                 | 432 bytes unknown data |
| FlashPixVersion           | FlashPix Version 1.0   |
| Color Space               | sRGB                   |
| PixelXDimension           | 2240                   |
| PixelYDimension           | 1680                   |
| File Source               | DSC                    |
| InteroperabilityIndex     | R98                    |
| InteroperabilityVersion   | (null)                 |

## بيانات Exif للملفات الصوتية
خصائص الـ Exif تصف ملفات RIFF المستخدمة في صيغة صوت واف مثل اسم المغني، ملكية الحقوق، تاريخ إنشاء الملف وغيرها.
الجدول التالي يوضح بيانات الـ Exif أُنشأت بواسطة كاميرا PENTAX Optio WP الرقمية:
| Tag                | Value                |
| ------------------ | -------------------- |
| Encoding           | Microsoft PCM        |
| Num Channels       | 1                    |
| Sample Rate        | 7872                 |
| Avg Bytes Per Sec  | 7872                 |
| Bits Per Sample    | 8                    |
| Date Created       | 2005:08:08           |
| Exif Version       | 0220                 |
| Related Image File | IMGP1149.JPG         |
| Time Created       | 16:23:35             |
| Make               | PENTAX Corporation   |
| Model              | PENTAX Optio WP      |
| MakerNote          | (2064 bytes of data) |